# Cantonul Ticino
Cantonul Ticino (Ticino e numele italian; în germană, franceză și reto-romană se numește Tessin) este singurul canton elvețian situat în întregime pe versanții sudici ai Alpilor. Numele cantonului derivă de la râul Ticino, care îl traversează de la Pasul Novenei (ger. Nufenenpass) până la Lacul Maggiore. Cantonul Ticino este aproape complet de limbă italiană (cu excepția comunei de limbă germană Bosco/Gurin). Împreună cu câteva părți din cantonul Graubünden formează așa-numita Elveție Italiană (Svizzera Italiana).

## Geografie
Cantonul Ticino se află în sudul Elveției. E aproape în totalitate încercuit de Italia, cu care se învecinează la est, vest și sud. La nord se află Cantonul Valais și Cantonul Uri, iar la nord-est Cantonul Graubünden.

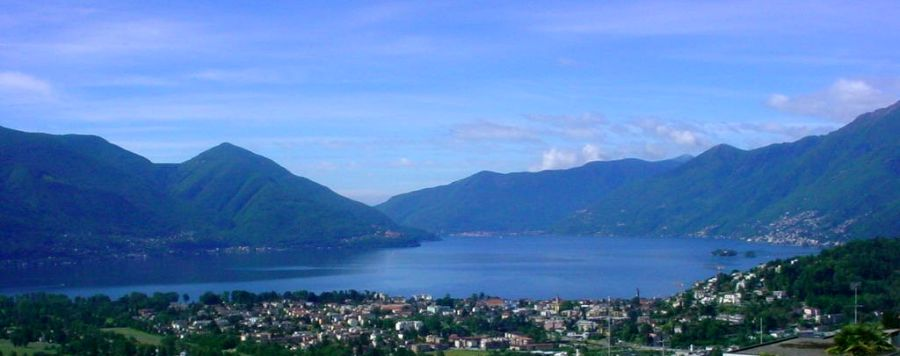
Lacul Maggiore

 Suprafața sa este de 2.811 km², din care trei sferturi este considerat teren fertil. Pădurile acoperă circa o treime din suprafața cantonului, însă și lacurile, Lacul Maggiore și Lacul Lugano, ocupă o parte considerabilă din teritoriu.
Râul Ticino este principalul râu al cantonului. Acesta scaldă mare parte din canton, curgând de la nord-vest prin Valea Bedretto și Valea Leventina, pentru a se vărsa în lacul vecin, Bellinzona. Principalii săi afluenți sunt Brenno în Valea Blenio și Moessa în Valea Mesolcina. Terenurile cantonului sunt udate de râu, care formează o vale mare, cunoscută ca Valea Riviera.
Pământurile occidentale ale cantonului sunt scăldate de râul Maggia. Valea Verzasca se găsește între Ticino și Maggia. Există și o suprafață scăldată direct de către Lacul Lugano. Mare parte din teritoriu este considerată ca parte din Alpi, însă o mică zonă este parte din bazinul râului Po.

## Istorie
În antichitate această regiune era locuită de poporul celtic Helvetii. Regiunea este anexată statului roman relativ târziu, cel mai probabil la începutul principatului.
În Evul Mediu suprafața actualului Canton Ticino era guvernată de Ducii de Milano. În secolul XV confederații elvețieni cuceresc văile de la sudul Alpilor în trei campanii succesive.
Cantonul Uri a cucerit Valea Leventina în 1440. Între 1403 și 1422 câteva din aceste pământuri, deja anexate cu forța de Uri au fost pierdute. Într-o campanie secundă,  desfășurată în 1500, Uri, Schwyz și Nidwalden au câștigat orașul Bellinzona și Riviera. În a treia campanie participă trupele întregii confederații. În 1512 Locarno, Valea Maggia, Lugano și Mendrisio sunt anexate. Succesiv, înalta vale a râului Ticino, de la San Gottardo la orașul Biasca (Valea Leventina) au devenit parte din Cantonul Uri. Restul teritoriilor (Baliaggi Ultramontani, Ennetbergische Vogteien) erau administrate de toate cantoanele.
Pământurile Cantonului Ticino sunt primele terenuri cucerite de Confederația Elvetică. În timpul Republicii Elvetice, districtele Bellinzona și Lugano erau cantoane separate, dar în 1803 s-au reunit pentru a forma Cantonul Ticino, care se unește cu confederația, ca membru cu drepturi depline, în același an.
Până 1878 cele trei orașe principale, Bellinzona, Lugano și Locarno, alternează în funcția de capitală a cantonului. În 1878, oricum, Bellinzona devine capitala unică și permanentă.
Constituția apare în 1830, dar de atunci este modificată considerabil.

## Guvern
Puterea executivă cantonală poartă numele de Consiliul Statului. E compus din cinci membri aleși prin vot direct de popor într-o singură circumscripție prin sistem proporțional. Anual sunt numiți un președinte și un vicepreședinte.
Parlamentul cantonal este Marele Consiliu (it. Gran Consiglio).
Înnoirea puterilor cantonale se produce la fiecare patru ani prin vot popular. Alegerile reprezentanților din guvern și a celor din parlament se desfășoară simultan.

## Economie
Versanții cantonului sunt utilizați intensiv pentru producerea energiei hidroelectrice. Electricitatea produsă este folosită în canton și exportată. În zonele nordice se cresc vite. Producția de vin este importantă pentru canton, și este exportată în special în restul Elveției. Viile sunt concentrate în special în jumătatea meridională a cantonului, unde clima este mai caldă. Alte producții agricole cuprind cultura porumbului, cartofului, tutunului și a legumelor.
Clima cantonului este opusă celeia care se găsește în nordul Alpilor. Aceasta este o climă în general mai caldă, care atrage mulți turiști din cantoanele elvețiene. Lacurile, împreună cu timpul frumos, sunt considerate atracții. Turismul și sectorul economic sunt considerate cele mai importante ale cantonului.
În Cantonul Ticino, industria ușoară e prezentă și concentrată în cele trei orașe principale: Lugano, Locarno și Bellinzona.
Cantonul este bine legat de restul Elveției. Există un tunel pe sub masivul Sfântul Gotard, care poate fi traversat atât rutier cât și feroviar. Cantonul Graubünden este legat printr-un serviciu feroviar direct, în timp ce cantonul Valais este legat printr-un tunel prin trecătoarea Simplon. Sunt conexiuni feroviare bune cu Milano și Roma, precum și cu Germania, via Basel și Zürich.
Din cauza turismului există diverse linii feroviare scurte în zone panoramice ale muntelui. Sporturile de iarnă sunt importante, însă nu sunt prea dezvoltate.
Sunt două centre principale de educație și cercetare în Cantonul Ticino. Universitatea Elveției Italiene (USI) este singura universitate elvețiană unde se învață în limba italiană. Școala Universitară Profesională a Elveției Italiene (SUPSI) pe de altă parte, este o filială a faimosului ETH din Zürich.

## Demografie
Populația este predominant vorbitoare de limbă italiană și de confesiune catolică. Există un număr crescând de persoane care se mută din cantoanele de limbă germană în Ticino, când ies la pensie. Aceasta dă o importanță crescătoare limbii germane, mai ales în sezonul estival, când vin mulți turiști vorbitori din Elveția germană, Germania și Austria.
Orașul cel mai mare este Lugano. Alte orașe principale ale Cantonului Ticino sunt Bellinzona (care este și capitala acestuia, unde are sediul guvernul cantonal), Locarno, Mendrisio, Airolo și Chiasso.